# Martin Wierig
Martin Wierig (Beckendorf-Neindorf, 10 giugno 1987) è un discobolo tedesco, campione europeo under 23 nel 2007.
È allenato dall'ex discobolo Armin Lemme.

## Progressione

### Lancio del disco
| Stagione | Risultato | Luogo      | Data      | Rank. Mond. |
| -------- | --------- | ---------- | --------- | ----------- |
| 2014     | 66,59 m   | Wiesbaden  | 10-5-2014 | 6º          |
| 2013     | 67,46 m   | Ostrava    | 26-6-2013 | 6º          |
| 2012     | 68,33 m   | Schönebeck | 26-7-2012 | 4º          |
| 2011     | 67,21 m   | Halle      | 21-5-2011 | 10º         |
| 2010     | 64,93 m   | Thum       | 20-8-2010 | 23º         |
| 2009     | 63,90 m   | Wiesbaden  | 16-5-2009 | 29º         |
| 2008     | 63,09 m   | Rostock    | 21-6-2008 | 45º         |
| 2007     | 61,10 m   | Debrecen   | 10-6-2007 | 73º         |
| 2006     | 57,37 m   | Schönebeck | 16-6-2006 | -           |
| 2006     | 62,17 m   | Pechino    | 16-8-2006 | 5º          |
| 2005     | 57,44 m   | Halle      | 5-3-2005  | -           |
| 2005     | 60,96 m   | Halle      | 21-5-2005 | 3º          |
| 2004     | 59,95 m   | Jena       | 3-7-2004  | -           |
| 2004     | 64,19 m   | Wiesbaden  | 15-5-2004 | -           |
| 2003     | 58,69 m   | Mannheim   | 21-6-2003 | -           |

## Palmarès
| Anno | Manifestazione    | Sede       | Evento           | Risultato      | Prestazione | Note                          |
| ---- | ----------------- | ---------- | ---------------- | -------------- | ----------- | ----------------------------- |
| 2004 | Mondiali juniores | Grosseto   | Lancio del disco | 8º             | 57,88 m     |                               |
| 2005 | Europei juniores  | Kaunas     | Lancio del disco | Bronzo         | 59,04 m     |                               |
| 2006 | Mondiali juniores | Pechino    | Lancio del disco | Bronzo         | 62,17 m     | Miglior prestazione personale |
| 2007 | Europei under 23  | Debrecen   | Lancio del disco | Oro            | 61,10 m     | Miglior prestazione personale |
| 2009 | Europei under 23  | Kaunas     | Lancio del disco | Bronzo         | 59,12 m     |                               |
| 2010 | Europei           | Barcellona | Lancio del disco | 7º             | 63,32 m     |                               |
| 2011 | Mondiali          | Taegu      | Lancio del disco | 18º (q)        | 61,68 m     |                               |
| 2012 | Europei           | Helsinki   | Lancio del disco | 14º            | 61,34 m     |                               |
| 2012 | Olimpiadi         | Londra     | Lancio del disco | 6º             | 65,85 m     |                               |
| 2013 | Mondiali          | Mosca      | Lancio del disco | 4º             | 65,02 m     |                               |
| 2014 | Europei           | Zurigo     | Lancio del disco | 11º            | 60,82 m     |                               |
| 2015 | Mondiali          | Pechino    | Lancio del disco | 19º (q)        | 61,35 m     |                               |
| 2016 | Europei           | Amsterdam  | Lancio del disco | 14º (q)        | 63,60 m     |                               |
| 2017 | Mondiali          | Londra     | Lancio del disco | Qualificazione | nm          |                               |
| 2019 | Mondiali          | Doha       | Lancio del disco | 8º             | 64,98 m     |                               |
| 2022 | Mondiali          | Eugene     | Lancio del disco | 17º (q)        | 62,28 m     |                               |

## Altre competizioni internazionali
2014
- Argento alla Werfer Cup ( Wiesbaden), lancio del disco - 66,59 m
- Bronzo al Hallesche Halplus Werfertage ( Halle), lancio del disco - 66,02 m
- Argento al Ludvik Danek Memorial ( Turnov), lancio del disco - 65,54 m
- 4º al Golden Gala ( Roma), lancio del disco - 64,64 m
- 7º al Meeting Anhalt ( Dessau), lancio del disco - 60,61 m
- 7º all'Adidas Grand Prix ( New York), lancio del disco - 62,13 m
- 10º all'Athletissima ( Losanna), lancio del disco - 60,79 m
- Argento al Meeting ISTAF ( Berlino), lancio del disco - 66,13 m
- 5º al Memorial Van Damme ( Bruxelles), lancio del disco - 64,72 m

2015
- 8º al Prefontaine Classic ( Eugene), lancio del disco - 59,60 m
- Argento agli Europei a squadre ( Čeboksary), lancio del disco - 60,23 m